# Richard Woolley
Richard van der Riet Woolley (Weymouth, Engeland, 24 april 1906 – Somerset-West, Zuid-Afrika, 24 december 1986) was een Engelse astronoom en de elfde Astronomer Royal. Zijn moeders naam was Van der Riet.

## Biografie
Woolley werd geboren in Weymouth, Dorset en ging anderhalf jaar naar Allhallows College in Honiton, waarna hij met zijn ouders naar Zuid-Afrika verhuisde toen die met pensioen gingen. Daar studeerde hij aan de Universiteit van Kaapstad. Woolley keerde terug naar het Verenigd Koninkrijk en studeerde aan de Universiteit van Cambridge. Hij werkte twee jaar aan het Mount Wilson-observatorium en keerde in 1931 weer terug naar het Verenigd Koninkrijk.
Van 1937 tot 1939 was hij hoofdassistent waarnemer en John Couch Adams-astronoom aan de sterrenwacht van Cambridge.
Woolley was gespecialiseerd in zonneastronomie en werd in 1939 benoemd als directeur van het zonneobservatorium van het Gemenebest in Canberra in  Australië. In 1956 kwam hij weerom terug naar het Verenigd Koninkrijk na zijn benoeming als Astronomer Royal en directeur van Koninklijk Observatorium van Greenwich.
In 1953 werd Woollay gekozen tot lid van de Royal Society en hij won de Gouden medaille van de Royal Astronomical Society in 1971. Van 1972 tot 1976 was hij directeur van de toen nieuwe Sterrenwacht van Zuid-Afrika. Aan het einde van de jaren 70 ging hij met pensioen en woonde meestentijds in Zuid-Afrika.